# 情报分析
情报分析（Intelligence analysis），就是对所获取的信息进行人工分析，得出有用的信息——情报的过程，情报分析是「情报过程」的一个重要组成部分。
情报分析是对有用的信息进行分解、合成，通过逻辑推理得出有价值的结论。随着互联网的普及和推广，情报分析越来越注重网络情报的获取，在这种条件下，通常采用两种分析模式，首先是通过软件进行计算机海量信息过滤，主要滤除无用信息，再采用人工模式进行情报分析，这也是Intelligence的由来，即情报是人类智能的体现。